# (927) Ратисбона
(927) Ратисбона (лат. Ratisbona) — астероид главного пояса, принадлежащий к спектральному классу C. Астероид был открыт 16 февраля 1920 года немецким астрономом Максимилианом Вольфом в обсерватории Хайдельберг-Кёнигштуль, Германия. Астероид был назван латинским именем города Регенсбург, где в 1630 году умер астроном Иоганн Кеплер.

## Орбита и классификация
Орбита астероида лежит во внешней части главного пояса астероидов, имеет большую полуось 3,2285 а. е., эксцентриситет 0,087 и наклон относительно эклиптики 14°.

## Физические характеристики
По классификации Толена Ратисбона представляет собой углеродистый астероид типа C, хотя и имеет некоторые признаки более яркого типа B.
На основании кривых блеска определён период вращения астероида, равный 12,986 ч., и изменение блеска, равное 0,15 звёздной величины, которое указывает на правильную сферическую форму объекта.
Согласно данным наблюдения инфракрасных спутников IRAS, Akari и WISE астероид имеет диаметр между 67,57 и 78,2 км, а альбедо поверхности между 0,044 и 0,0591.